# Großgmain
Großgmain település Ausztriában, Salzburg tartományban a Salzburg-Umgebungban található. Területe 22,82 km², lakosainak száma 2.691 fő, népsűrűsége 118 fő/km² (2024. január 1-jén). A település 520 méter tengerszint feletti magasságban helyezkedik el.

## Fekvése
A település a bajor határon fekszik. A részei következők: Großgmain, Schwaig, Tannenwinkl, Hinterreit és számos egyéni tanya.

## Története
Gmain és környéke a bronzkor óta lakott helynek számít, a római korban Mona néven ismerték. Nevét az írásos forrásokban 712-ben említették először. Függetlenül az államhatártól, amely már 1300 előtt is bajor és salzburgi felére osztotta a szétszórtan fekvő tanyákat, a faluközösséget a lakosság mindig egységként értelmezte. Bayerisch Gmain és Großgmain állami különválása azonban csak 1816-tól nyert igazi jelentőséget.
A nagygmaini önkéntes tűzoltóság 1889-es megalapítása óta a hagyományos Flórián-ünnepet a Bayerisch Gmain-i önkéntes tűzoltósággal együtt ünneplik. 

## Népesség
A település népességének változása:

## Látnivalók
- A Plainburg, Ausztria egyik legrégibb várromja
- A templom
- A Museumsfeldbahn (múzeumi mezővasút), egy keskeny nyomtávú vasút, amely a salzburgi szabadtéri múzeumban, Großgmainban épült személyszállításra
- A Szent Mária kút

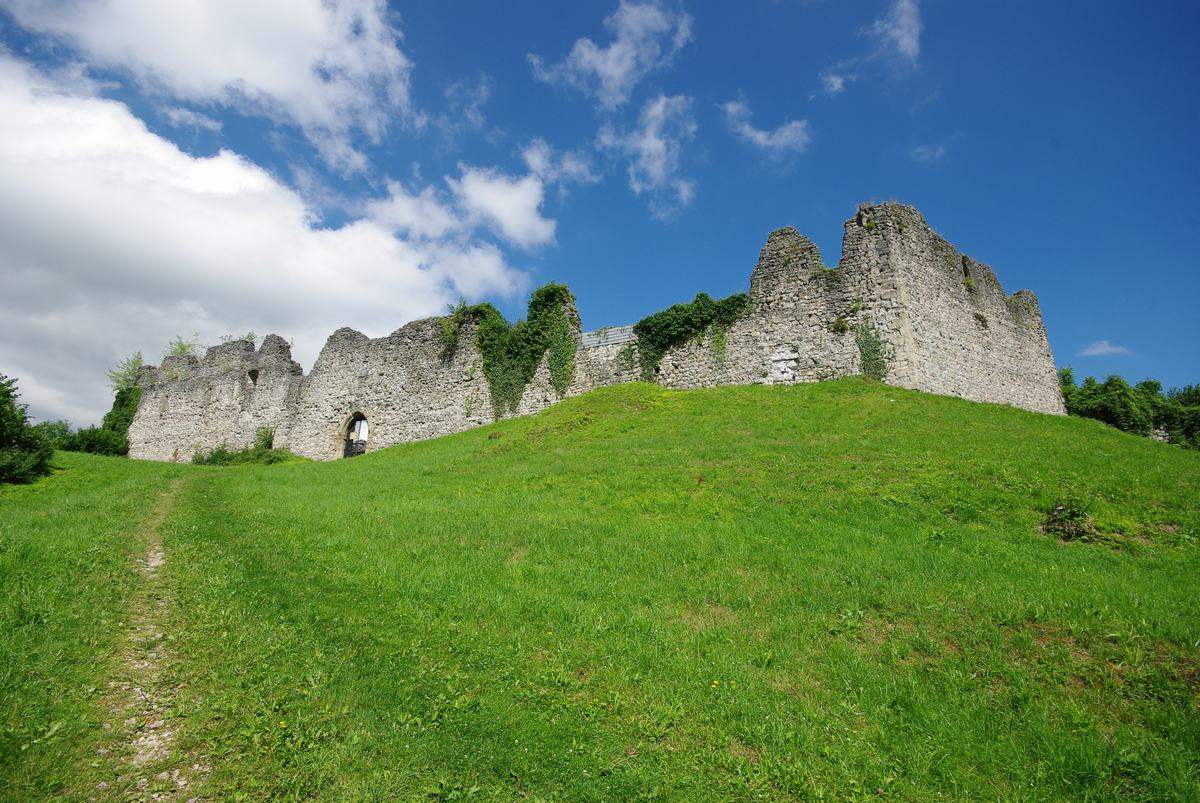
A Plainburg várromja
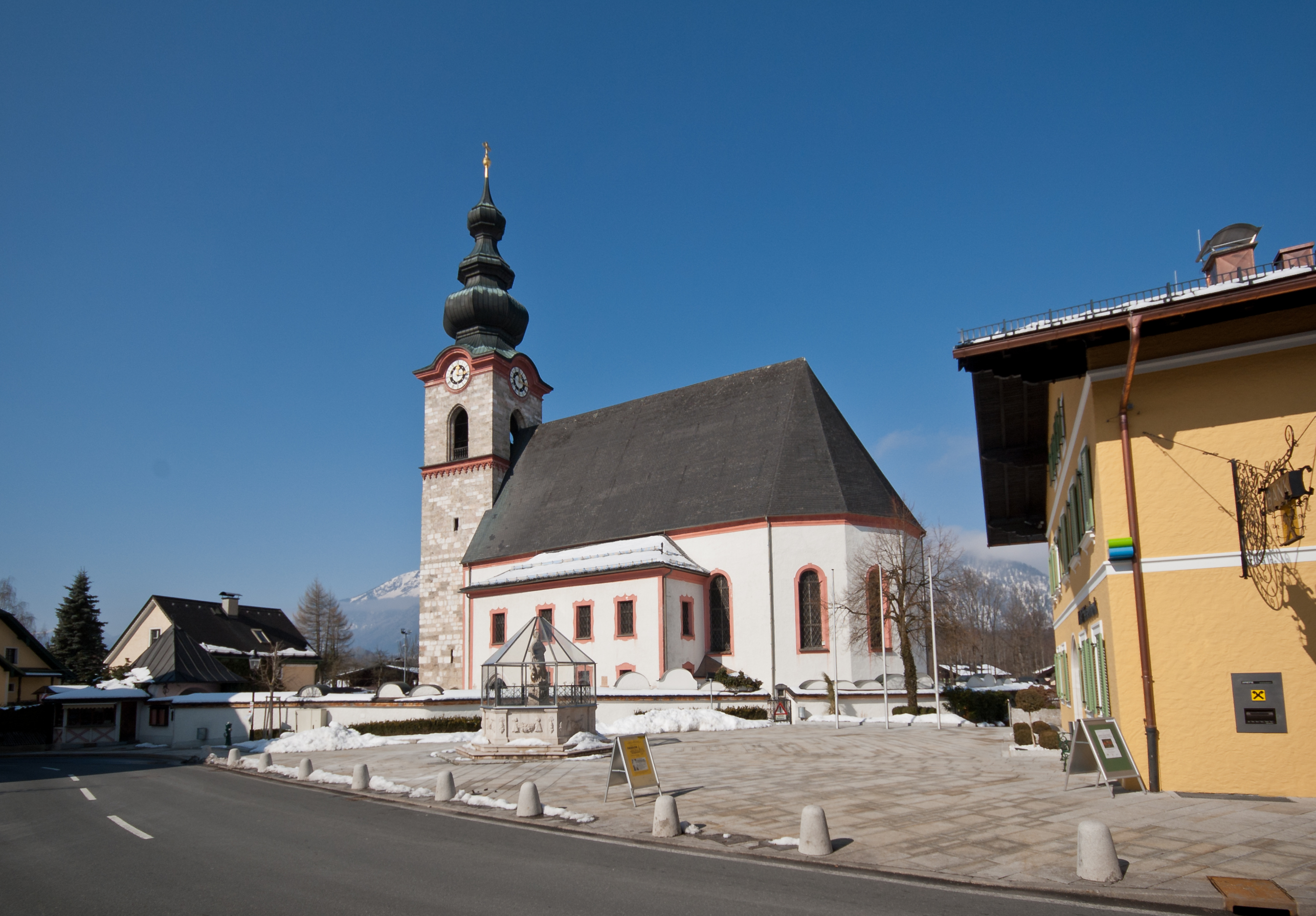
A templom
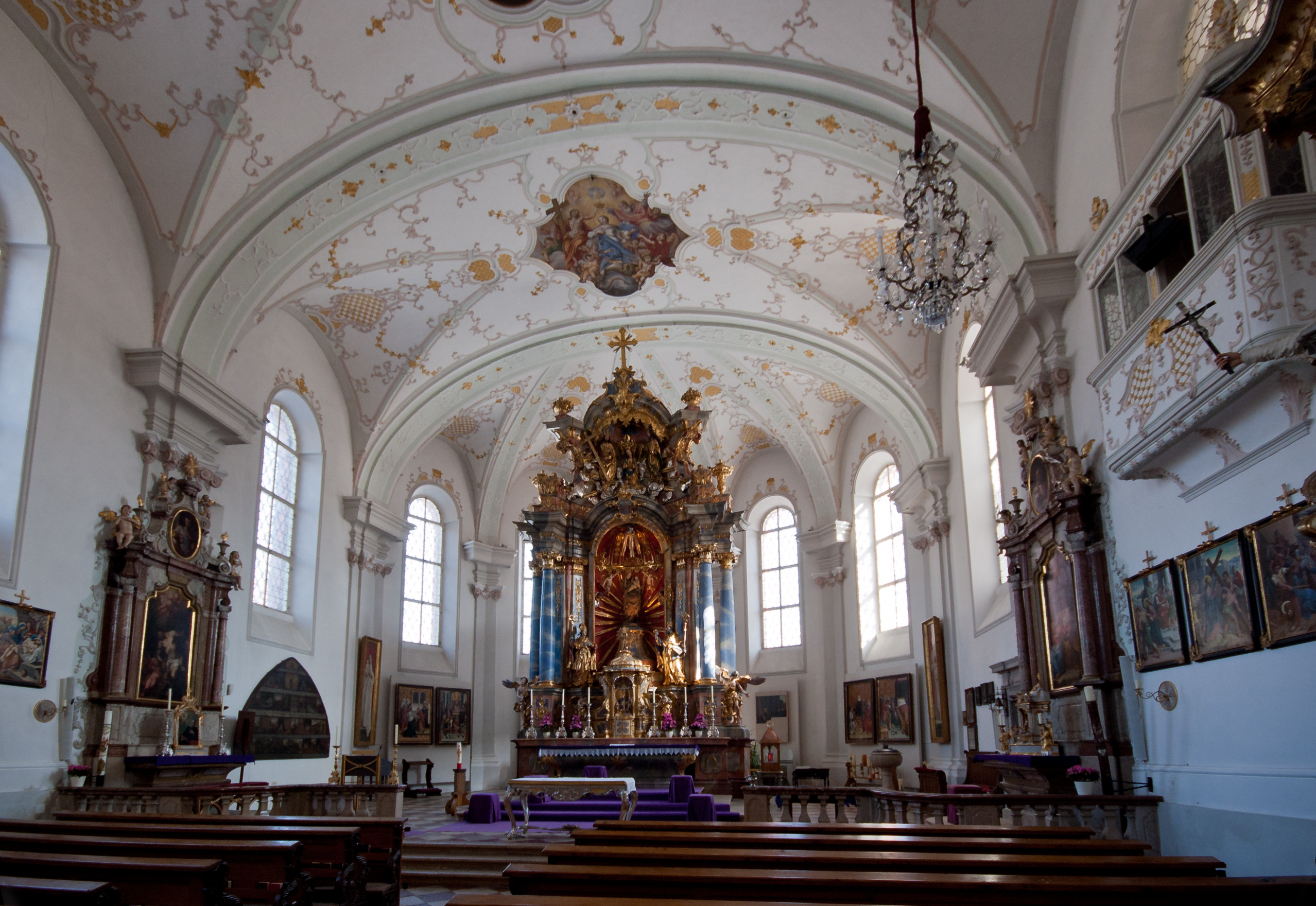
A templom
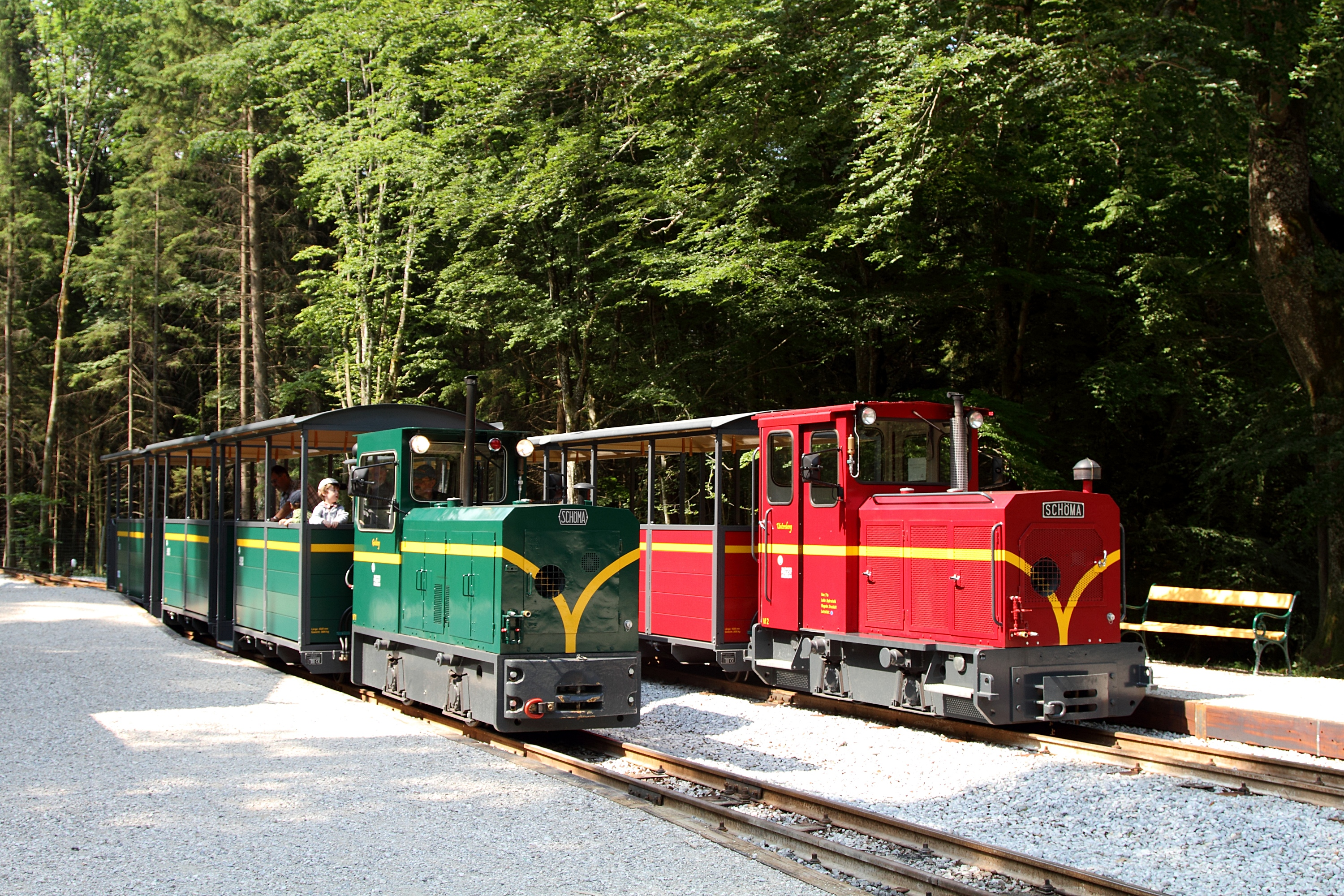
A Museumsfeldbahn
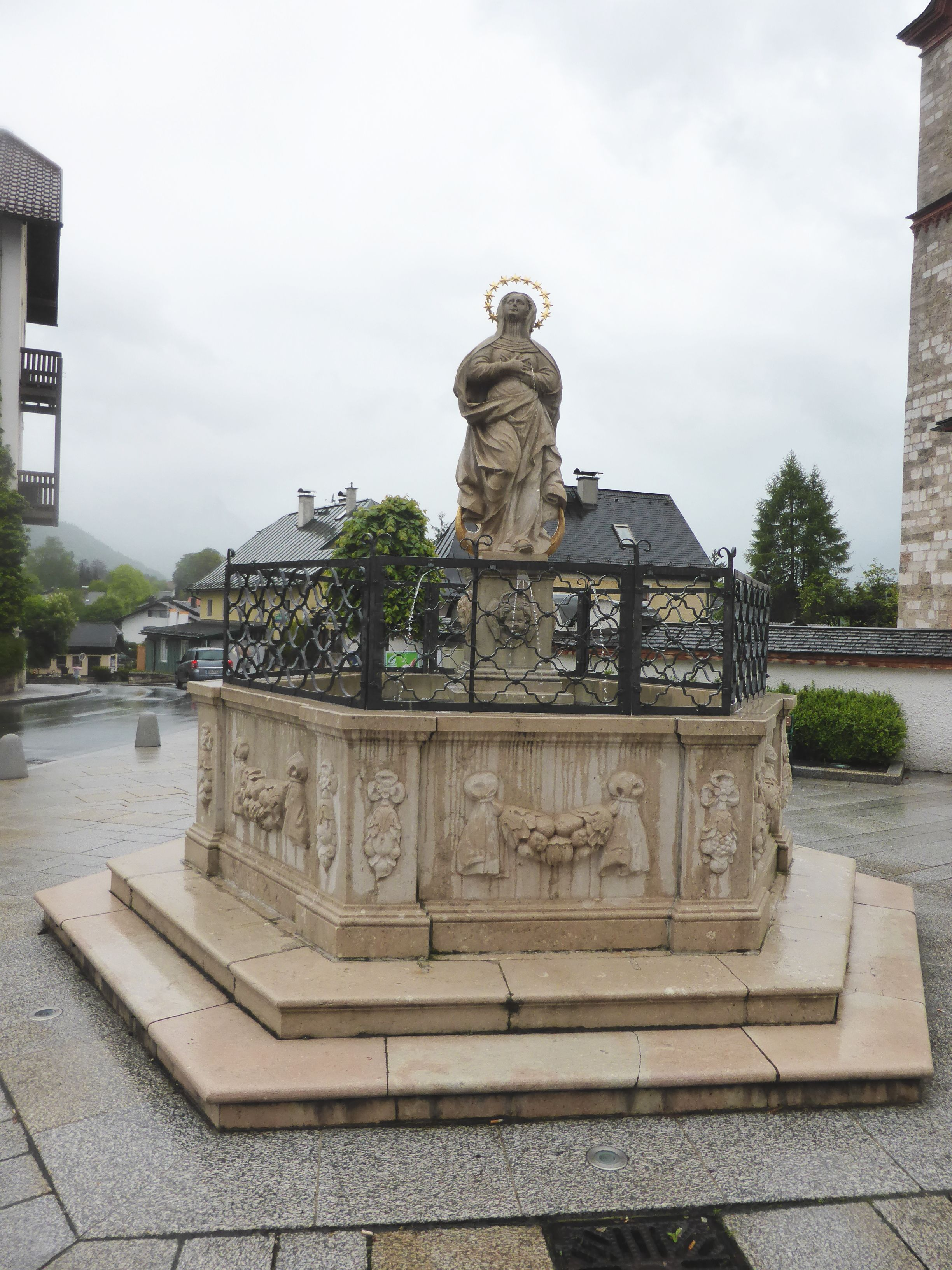
A Szent Mária kút
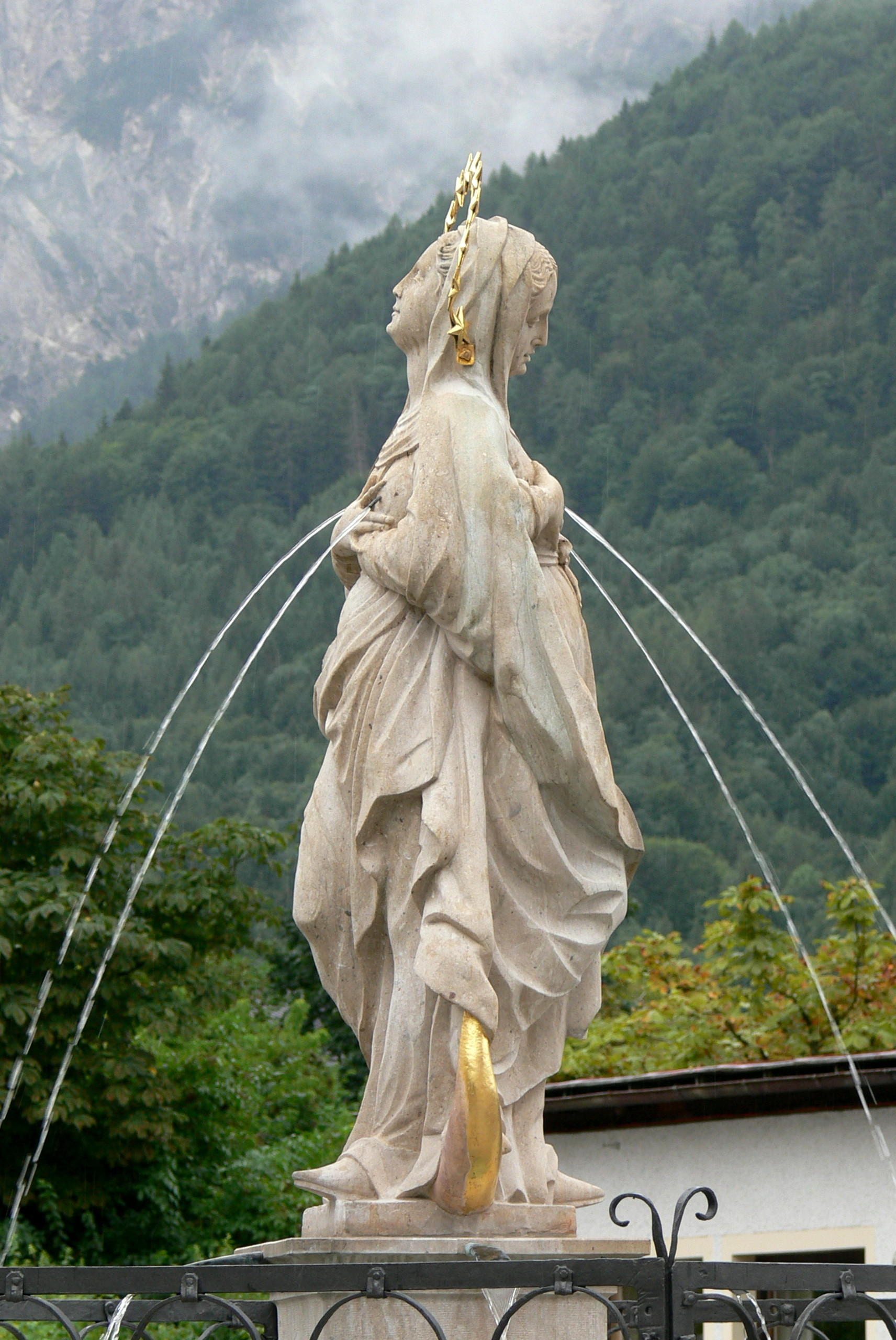
A Szent Mária kút

## Fordítás
Ez a szócikk részben vagy egészben  a   Großgmain című német Wikipédia-szócikk ezen változatának fordításán alapul.  Az eredeti cikk szerkesztőit annak laptörténete sorolja fel. Ez a jelzés csupán a megfogalmazás eredetét és a szerzői jogokat jelzi, nem szolgál a cikkben szereplő információk forrásmegjelöléseként.